# Sankin-kōtai

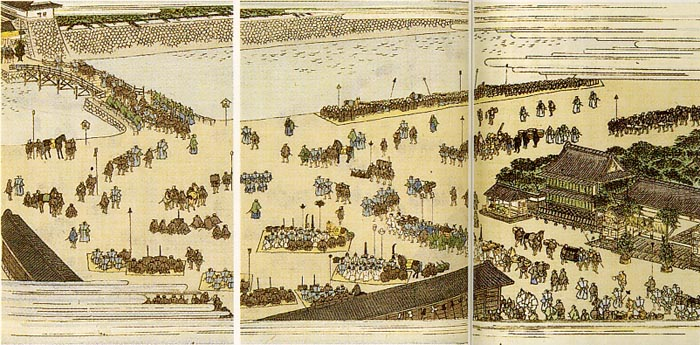
Assistència en massa dels Daimyō al Castell Edo en un dia festiu de Tokugawa Seiseiroku, Museu Nacional d'Història Japonesa

Sankin-kōtai (参 勤 交代 «assistència alterna», de la residència alterna d'un daimyō en Edo) va ser una política del shogunat Tokugawa durant la major part del període Edo de la història del Japó. El propòsit era enfortir el control central sobre els daimyō (grans senyors feudals).

## Història
Toyotomi Hideyoshi havia establert anteriorment una pràctica similar d'exigir als seus senyors feudals que mantinguessin les seves dones i hereus al castell d'Osaka o als voltants com a hostes-ostatges per demostrar el seu comportament lleial. Després de la batalla de Sekigahara i l'establiment del shogunat Tokugawa, aquesta pràctica es va continuar en la nova capital d'Edo com una qüestió de costum. Es va fer obligatori per als Tozama-dàimio el 1635, i per als Fudai-dàimio des de 1642. A banda d'un període de vuit anys sota el govern de Tokugawa Yoshimune, la llei va romandre en vigor fins a 1862.

## Descripció

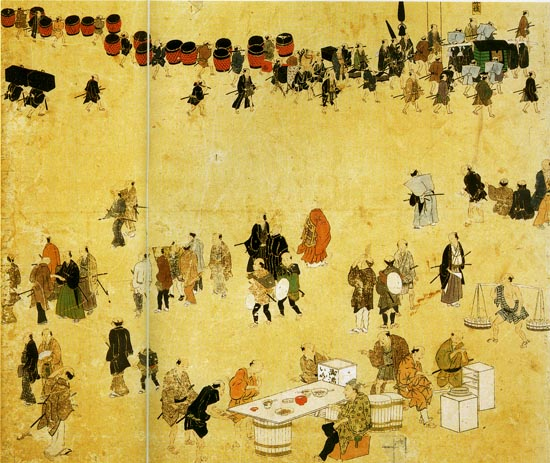
Turistes i mercaders mirant una comitiva (sisè panell) de la representació d'escenes de l'assistència dels Daimyō al castell Edo, Museu Nacional d'Història Japonesa

Els detalls van canviar al llarg de les 26 dècades de la regla Tokugawa, però en general, el requisit era que els daimyō de cada han es moguessin periòdicament entre Edo i el seu feu, normalment passant anys alterns a cada lloc. La seva esposa i hereu havien de romandre en Edo com a ostatges mentre ells estaven absents. Les despeses necessàries per mantenir les luxoses residències en tots dos llocs i per al trasllat cap i des de Edo, van aconseguir establir uns grans despeses financeres en els daimyō, fent-los incapaços de lliurar la guerra. Els freqüents viatges dels daimyō van fomentar la construcció de carreteres i la construcció de posades i instal·lacions al llarg de les rutes, generant una activitat econòmica.
Hi va haver una sèrie d'excepcions per a alguns Fudai daimyō a la rodalia d'Edo, que els va permetre alternar la seva assistència a Edo cada sis mesos amb el seu lloc d'origen. També es van atorgar ocasionalment dispenses excepcionals temporals a causa de malalties o circumstàncies extremes.
En principi, el sankin-kōtai estava establert com un servei militar al shogun. Cada daimyō estava obligat a proporcionar un nombre de soldats (samurai) d'acord amb l'avaluació kokudaka del seu feu. Aquests soldats acompanyaven els daimyō en els trasllats cap i des Edo.
Amb centenars de daimyōs que entren o que surten d'Edo cada any, les processons (大名 行列 daimyō-gyōretsu) eren esdeveniments gairebé diaris a la capital del shogunat. Les rutes principals a les províncies eren el Kaidō. L'allotjament especial, el Honjin (本 陣), estaven disponibles pels daimyō durant els seus viatges.
El sankin-kōtai està representat de manera prominent en alguns gravats de fusta ukiyo-e durant el període Edo i un dels principals gèneres artístics de la xilografia al Japó, així com en el teatre popular com kabuki i bunraku.

## Pràctiques similars
El rei Lluís XIV de França va instituir una pràctica similar a la finalització del seu palau de Versalles, requerint a la noblesa francesa, sobretot l'antiga Noblesse d'espasa passar sis mesos de cada any al palau, per raons similars a les dels shoguns japonesos. S'esperava que els nobles assistissin al rei en els seus deures diaris i en les seves funcions estatals i personals, incloent menjars, festes i, per als privilegiats, aixecar-se i ficar-se al llit, banyar-se i anar a l'església.